# Palmyra (hrabstwo Jefferson)
Palmyra – wieś w Stanach Zjednoczonych, w stanie Wisconsin, w hrabstwie Jefferson.